# USS Robert A. Owens (DD-827)
USS Robert A. Owens (DD/DDK/DDE-827) là một tàu khu trục lớp Gearing được Hải quân Hoa Kỳ chế tạo vào giai đoạn cuối Chiến tranh Thế giới thứ hai. Nó là chiếc tàu chiến duy nhất của Hải quân Mỹ được đặt theo tên Trung sĩ Thủy quân Lục chiến Robert A. Owens (1920–1943), người đã tử trận trong trận chiến vịnh Nữ hoàng Augusta và được truy tặng cả Huân chương Danh dự lẫn Huân chương Chữ thập Hải quân. Hoàn tất khi chiến tranh đã kết thúc, con tàu tiếp tục phục vụ trong giai đoạn Chiến tranh Lạnh cho đến năm 1982, khi nó được chuyển cho Thổ Nhĩ Kỳ và tiếp tục phục vụ cùng Hải quân Thổ Nhĩ Kỳ như là chiếc TCG Alcitepe (D-346) cho đến năm 1999. Nó bị tháo dỡ sau đó.

## Thiết kế và chế tạo
Robert A. Owens được đặt lườn tại xưởng tàu của hãng Bath Iron Works Corp. ở Bath, Maine vào ngày 29 tháng 10 năm 1945. Nó được hạ thủy vào ngày 15 tháng 7 năm 1946; được đỡ đầu bởi cô Patricia Hannegan. Việc hoàn tất con tàu bị tạm dừng một thời gian cho đến khi nó được xếp lại lớp như một tàu khu trục chống ngầm mang ký hiệu lườn DDK-827 vào ngày 28 tháng 1 năm 1948, và được cho nhập biên chế tại Xưởng hải quân Boston vào ngày 5 tháng 11 năm 1949 dưới quyền chỉ huy của Hạm trưởng, Trung tá Hải quân Rexford V. Wheeler, Jr.

## Lịch sử hoạt động

### 1950 - 1959
Sau khi hoàn tất việc chạy thử máy huấn luyện trong tháng 2 năm 1950, Robert A. Owens được xếp lại lớp như một tàu khu trục hộ tống với ký hiệu lườn mới DDE-827 vào ngày 4 tháng 3 năm 1950. Nó hoạt động tại khu vực dọc theo bờ biển Đại Tây Dương và vùng biển Caribe; và trong một cuộc tập trận ngoài khơi Key West, Florida vào ngày 7 tháng 10 năm 1951, nó đã đánh chìm bằng rocket mục tiêu nguyên là chiếc tàu ngầm U-boat Đức U-2513.
Vào cuối năm 1952, Robert A. Owens được phái sang hoạt động cùng Đệ Lục hạm đội tại Địa Trung Hải; và từ đó cho đến đầu thập niên 1960, nó được phái sang Châu Âu theo tần suất từng đợt sáu tháng cho mỗi giai đoạn 18 tháng. Trong thời gian 12 tháng ở lại lục địa Hoa Kỳ, nó tuần tra chống tàu ngầm dọc theo vùng bờ Đông và vùng biển Caribe. Riêng vào mùa Thu năm 1957, con tàu đi đến Bắc Hải để tập trận phối hợp cùng hải quân các nước thành viên Khối NATO.

### 1960 - 1969
Trong những năm 1960, tiếp tục luân phiên các lượt hoạt động giữa Đệ Nhị hạm đội và Đệ Lục hạm đội. Con tàu đã hai lần tham gia vào Chương trình Mercury, khi phục vụ vào việc thu hồi tàu không gian Mercury 2 vào tháng 11 năm 1960 và tàu Friendship 7 vào tháng 2 năm 1962. Sau đó nó gia nhập Đội đặc nhiệm Bravo để tham gia các hoạt động chống tàu ngầm tại khu vực Đông Đại Tây Dương. Nó được xếp lớp trở lại và mang ký hiệu lườn cũ DD-827 vào ngày 7 tháng 8 năm 1962, và đã tham gia vào Lực lượng đặc nhiệm 136, lực lượng hải quân phong tỏa vùng biển Cuba trong vụ Khủng hoảng tên lửa Cuba vào tháng 10 và tháng 11 năm đó. Trong tháng 1 và tháng 2 năm 1963, nó tiếp tục hoạt động tuần tra chống tàu ngầm tại Đại Tây Dương; rồi sang tháng 3 lại có một đợt tuần tra khác tại khu vực Cuba. Chiếc tàu khu trục khởi hành vào tháng 4 cho một đợt hoạt động lâu dài ở nước ngoài, hoạt động tại Địa Trung Hải, Hồng Hải và Ấn Độ Dương trước khi quay trở về nhà.
Vào ngày 23 tháng 12 năm 1963, Robert A. Owens đi vào Xưởng hải quân Norfolk cho một đợt nâng cấp kéo dài 10 tháng trong khuôn khổ Chương trình Hồi sinh và Hiện đại hóa Hạm đội (FRAM: Fleet Rehabilitation and Modernization), nơi nó được sửa chữa và nâng cấp để kéo dài vòng đời hoạt động. Nó cũng được bổ sung những vũ khí chống ngầm mới: tên lửa RUR-5 ASROC và máy bay trực thăng không người lái Gyrodyne QH-50 DASH, cùng hầm chứa máy bay trực thăng và sàn đáp để nâng cao năng lực chống ngầm của con tàu.
Hoàn tất việc tái trang bị vào ngày 15 tháng 11 năm 1964, Robert A. Owens đã phục vụ như tàu huấn luyện cho Trường Sonar Hạm đội, và sau một lượt huấn luyện ôn tập tại vịnh Guantánamo, Cuba, nó lại tham gia vào Chương trình Gemini khi phục vụ vào việc thu hồi các tàu không gian Gemini-Titan 3 vào tháng 3 năm 1965 và Gemini-Titan 4 vào tháng 6. Đến ngày 27 tháng 11, nó lại khởi hành cho một lượt phục vụ khác cùng Đệ Lục hạm đội và Lực lượng Trung Đông, rồi quay trở lại hoạt động cùng Trường Sonar Hạm đội vào tháng 5 năm 1966. Sau đó nó hoạt động thường lệ tại vùng bờ Đông cho đến khi được phái sang Địa Trung Hải trong những tháng đầu năm 1967. Trong thời gian còn lại của năm đó, nó hoạt động như tàu huấn luyện cùng những hoạt động thường lệ, rồi trải qua một đợt đại tu vốn hoàn tất vào ngày 11 tháng 3 năm 1968.
Sau đó từ ngày 28 tháng 5 đến ngày 13 tháng 6, Robert A. Owens tham gia hoạt động tìm kiếm chiếc tàu ngầm Scorpion (SSN-589) bị mất tích tại vùng biển Đại Tây Dương, rồi sau đó hoạt động thực tập chống tàu ngầm trước khi được điều động sang phục vụ cùng Đệ Lục hạm đội tại Địa Trung Hải từ ngày 5 tháng 9, 1968 đến ngày 27 tháng 1, 1969. Sau khi quay trở về Hoa Kỳ, nó tiếp tục hoạt động tại vùng bờ biển Đại Tây Dương và vùng biển Caribe cho đến hết năm 1969.

### 1970 - 1981
Từ ngày 1 tháng 1, 1970 đến ngày 31 tháng 12, 1972, Robert A. Owens đã hai lần được phái sang phục vụ tại Địa Trung Hải, và xen kẻ giữa những thời gian đó là những hoạt động tại vùng bờ biển Đại Tây Dương và vùng biển Caribe, đặt cảng nhà tại Norfolk, Virginia. Đến năm 1976, con tàu chuyển cảng nhà đến Galveston, Texas.
Từ năm 1978 đến năm 1981, Robert A. Owens được điều động sang thành phần Hải quân Dự bị Hoa Kỳ, đặt cảng nhà tại Pensacola, Florida và neo đậu cạnh tàu sân bay huấn luyện USS Lexington(AVT-16). Trong giai đoạn này con tàu được sử dụng vào vai trò huấn luyện nhân sự Hải quân và Thủy quân Lục chiến. Nó cũng từng thực hiện những chuyến đi sang vùng Ngũ đại hồ trong hai lượt, từ tháng 6 đến tháng 8, 1978 và từ tháng 6 đến tháng 8, 1980, trong khuôn khổ những chuyến đi hàng năm vào vùng nước ngọt nhằm quảng bá việc tuyển mộ nhân sự hải quân.

### TCGAlcitepe(D-346)

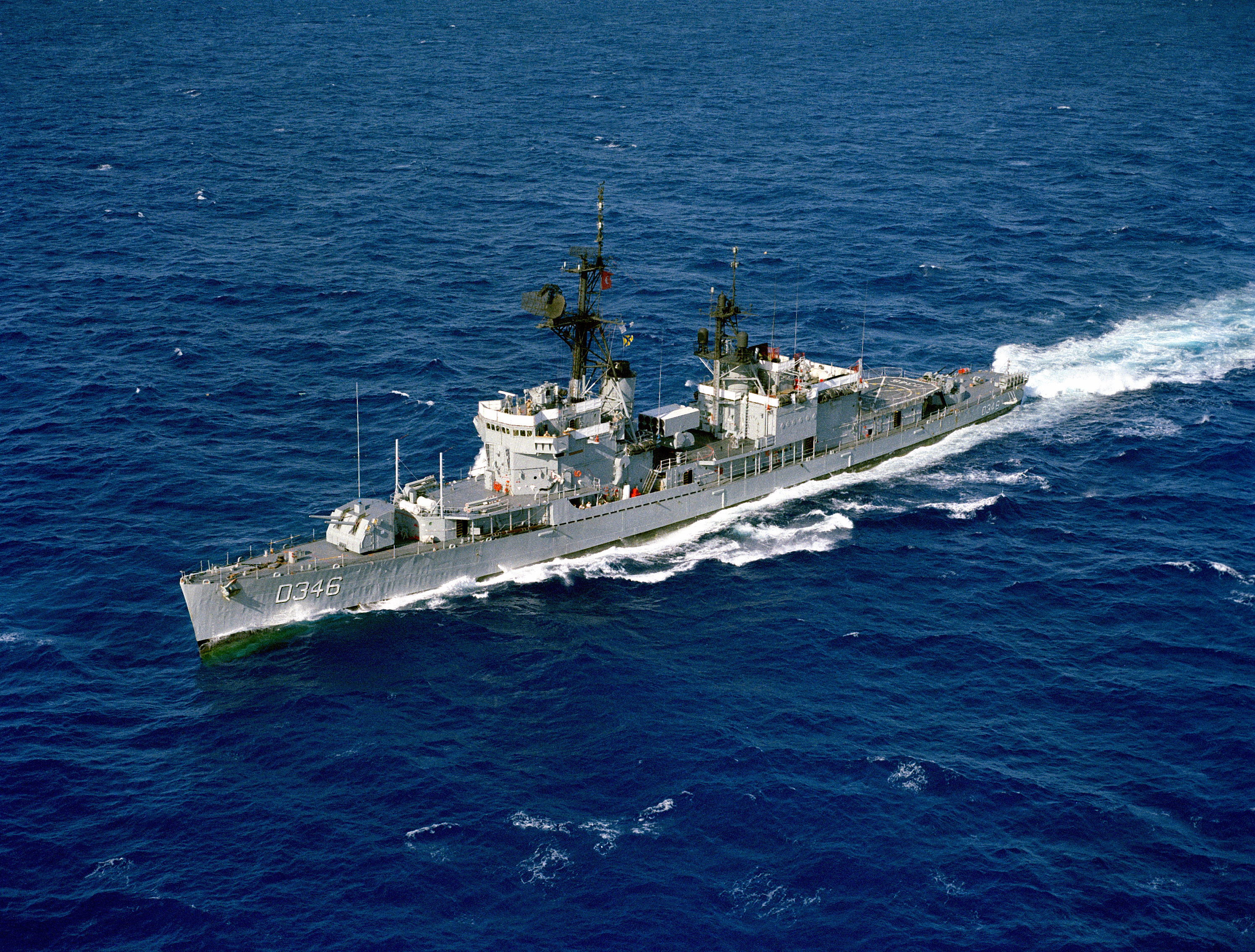
TCG Alçıtepe (D-346) trên đường đi tại Địa Trung Hải, 1983.

Robert A. Owens được cho ngừng hoạt động vào ngày 16 tháng 2, 1982 và được chuyển cho Thổ Nhĩ Kỳ cùng ngày hôm đó trong khuôn khổ Chương trình Hỗ trợ An ninh (SAP: Security Assistance Program). Nó tiếp tục phục vụ cùng Hải quân Thổ Nhĩ Kỳ như là chiếc TCG Alcitepe (D-346) cho đến đầu năm 1999, khi nó ngừng hoạt động và bị tháo dỡ.